# 仁里里 (新北市)
仁里里為台灣新北市貢寮區轄下之里，面積2.9568平方公里。吳沙墓位於此。

## 馬賽人仁里遺址
貢寮區在考古學上，存在許多台灣史前住民馬賽人的遺跡。仁里遺址位於新北市貢寮區仁里村13鄰，是臺灣北部考古遺址之一。台灣北部之平埔族群，凱達格蘭族最為人知，實際上北台灣平埔族實為多群性，如馬賽人（Basai）、雷朗人、龜崙人等，擅長從商的馬賽人是一個特殊的族群，在北台灣的族群交流中佔重要地位。在考古學上，馬賽人及噶瑪蘭人的居處，被分類為十三行文化舊社類型。1962年盛清沂地表調查發現仁里遺址，共採集到標本共161件，其中包括陶質標本137件、近代瓷片3件、鐵渣17件、貝類3件、安南銅幣「光中通寶」半個。1981年，陳玉美進行發掘，出土屈肢葬墓葬。劉益昌教授將仁里遺址，文化類型歸為十三行文化中期福隆類型、晚期舊社類型。仁里遺址可能是三貂社的舊社之一，且有可能是凱達
格蘭族的登陸地及落腳居住之處。符合台灣古早住民的生業性格，海路方便漁貨多，陸路有腹地活動，許多條件都符合馬賽人的性格。

## 行政區域
研海街、尖山腳街、仁義街、保健街、仁和路、仁愛路（大部份）。